# Carl Herman Wetterwik
Carl Herman Emanuel Wetterwik, född 16 juni 1910 i Uppsala, död 3 december 1949 i Uppsala, var en svensk målare, tecknare och grafiker.   
Han var son till järnvägstjänstemannen Carl Wetterwik och Agnes Sjökvist och från 1933 gift med Maj Sandhagen. Wetterwik studerade vid Uppsala tekniska skola och var huvudsakligen autodidakt som konstnär men fick en viss vägledning av Gusten Widerbäck och en kortare tid vid Berggrens målarskola i Stockholm. Han var bosatt i Hudiksvall 1937–1947 men var huvudsakligen verksam i Uppsala där han bland annat var lärare vid Studenternas konststudio Hågagruppen och Praktiska mellanskolan. Han utförde ett förslag till en ridå för Uppsala nya stadsteater som av olika orsaker ej kunde tillverkas. Separat ställde han ut i ett flertal gånger i Uppsala bland annat på Gästrike-Hälsinge nation 1935 och i Hudiksvall samt i Gävle 1948. Tillsammans med Gösta Bohm och John Österlund ställde han ur i Karlstad 1948 och strax före sin död ställde han ut tillsammans med Torsten Bergmark, Gustaf Fängström och Harald Markson på Östgöta nation i Uppsala 1949. 

Skolvaktmästaren - Wetterwik, Carl-Herman, 1910-1949 från [http://www.alvin-portal.org/alvin/view.jsf?pid=alvin-record:91636 Alvin

Han medverkade i ett flertal av Uplands konstförenings utställningar i Uppsala sedan början av 1930-talet. En minnesutställning visades i Uppsala och på Färg och Form i Stockholm 1950 som följdes av minnesutställningar 1953, 1957 och 1960. Hans konst består av modellstudier arkitektoniska motiv, naturskildringar porträtt och landskapsbilder med motiv från bland annat Uppsalaslätten, Hudiksvall, Gerlesborg, Gotland, Fårö, Collioure och Banyuls i Sydfrankrike utförda i olja gouache, akvarell, blyertsporträtt och träsnitt. Wetterwik är representerad vid Moderna museet, Hudiksvalls museum och Uppsala universitetsbibliotek.